# Козі Пауелл
Козі Пауелл (англ. Cozy Powell), справжнє ім'я Колін Тревор Флукс (Colin Trevor Flooks; 29 грудня 1947, Сіренчестер, Велика Британія — 5 квітня 1998, Бристоль) — англійський перкусист.

## Біографія
Музична кар'єра цього віртуозного перкусиста (ім'я Козі було запозичено в джазового барабанщика Козі Коула, Пауелл - дошлюбне прізвище прийомної матері музиканта) розпочалась ще 1965 року, коли він став учасником гурту Sorcerers. Однак щоб відшліфувати свою майстерність,  Пауелл на кілька місяців вирішив приєднатися до формації Casey Jones & The Engineers, проте знову повернувся до Sorcerers. Пізніше Sorcerers змінили свою назву спочатку на Youngblood, а потім на Асе Kefford Stand.
1969 року Козі  Пауелл разом з Дейвом Клемпсоном (Dave Clempson) та Дейвом Пеггі (Dave Peggie) намагався створити власну формацію. Однак коли з цього нічого не вийшло, перкусист вирішив приєднатися до гурту Big Bertha.
1970 року  Пауелла до свого гурту запросив Джефф Бек. В його гурті також виступали Макс Міддлтон (Max Middleton) — клавішні, Клайв Чеймен (Clive Chaman) — бас та Боб Тенч (Bob Tench) — вокал. Цей квінтет запропонував чистий джаз-рок і записав два альбоми: «Rough & Ready» (1971) та «The Jeff Beck Group» (1972). Проте коли у липні 1972 року лідер погодився на співпрацю з Тімом Богартом та Карміном Еппісом, гурт припинив свою діяльність.
У листопаді того ж року  Пауелл разом з Френком Айєлло (Frank Aiello) — вокал, Деннісом Боллом (Dennis Ball) — бас та Дейвом Боллом (Dave Ball) — гітара, утворили гурт Beast, назву якої у травні 1973 року змінили на Bedlam. Музиканти записали лише єдиний альбом, проте твори, що ввійшли до цього лонгплею, звернули увагу продюсера Мікі Моста. Він допоміг  Пауеллу записати сольний сингл «Dance With The Devil», що піднявся аж до третього місця у британському чарті. У травні 1974 року перкусист залишив Bedlam і утворив формацію Cozy Paweil's Hammer, до складу якої також ввійшли: Ейєлло, Клайв Чеймен, Берні Марсден (Bernie Marsden) — гітара та Дон Ейрі (Don Airey) — клавішні. Однак гурт ледве проіснував одинадцять місяців, хоча залишив після себе два хіт-сингли: «Man In Black» та «Na Na Na».
Після невдалої спроби створити разом з Грегом Рідлі (Greg Ridley) — бас та Дейвом Клемпсоном черговий гурт Strange Brew,  Пауелл наприкінці 1975 року потрапив до Rainbow Рітчі Блекмора, де затримався аж на п'ять років. Записавши з цим гуртом альбоми «Rising» (1976), «On Stage» (1977), «Long Live Rock'n'Roll (1978), Down To Earth» (1979) та «Live In Germany 1976», який вийшов 1990 року. Влітку 1980-го  Пауелл провів свій прощальний концерт з Rainbow, що припав на перший фестиваль «Monsters Of Rock» в англійському місті Донінгтоні.
На початку 1980-х років Козі  Пауелл видав три сольні альбоми, які записав у співпраці з Гері Муром. 1981 року перкусист з'явився на платівці «MSG» формації Michael Schenker Group, а дещо пізніше ввійшов до складу тріо Emerson, Lake & Powell. Проте альбом «Emerson, Lake & Powell» (1986), який запропонувало це тріо, не здобув жодного успіху. Також у період з жовтня 1982 року по січень 1985-го  Пауелл виступав разом з Whitesnake, а в 1988—1990 роках з Black Sabbath, взявши участь у запису альбомів «Headless Cross» (1989) та «Tyr»(1990).
1992 року  Пауелл отримав травму під час верхової їзди, це на деякий час перервало його музичну кар'єру. Проте вже 1993 року він повернувся з сольною платівкою «The Drums Are Back».
5 квітня 1998 Козі  Пауелл загинув в автокатастрофі.

## Дискографія
- 1979: Over The Top
- 1981: Tilt
- 1983: Octopus
- 1993: The Drums Are Back